# Islas del Cisne
Die Islas del Cisne (auch Santanillas, englisch Swan Islands, deutsch „Schwaneninseln“) sind eine zu Honduras gehörende Inselgruppe in der Karibik. Die Inseln werden verwaltungsmäßig zum Departamento Islas de la Bahía und darin zur Gemeinde Roatán gerechnet.

## Geographie
Sie liegen 180 km nördlich vor Honduras und bestehen aus drei Inseln:
- Cisne Grande (Great Swan), 2,57 km²
- Cisne Pequeño (Little Swan), 1,11 km²
- El Cayo Pájaro Bobo (Booby Cay), 0,01 km²

Die Landfläche beträgt etwa 8 km². Cisne Grande erstreckt sich über eine Länge von 3 km, Cisne Pequeño ist ungefähr 2,4 km lang und 500 m breit. El Cayo Pájaro Bobo ist nur 90 m lang.

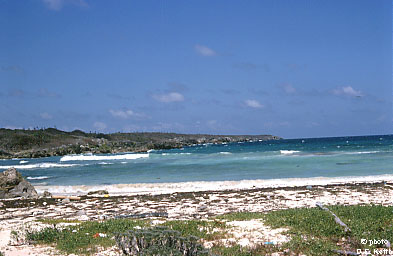
Isla Cisne Grande

## Geschichte
Die von Christoph Kolumbus entdeckten Inseln wurden im 19. Jahrhundert unter Berufung auf den Guano Islands Act von den USA annektiert und im Jahr 1971 an Honduras zurückgegeben (Konflikt um die Schwaneninseln).